# Xu Xin
Xu Xin (förenklad kinesiska: 许昕; traditionell kinesiska: 許昕; pinyin: Xǔ Xīn), född den 8 januari 1990 i Xuzhou, Kina, är en kinesisk bordtennisspelare.
Vid världsmästerskapen i bordtennis 2013 i Paris tog han VM-brons i herrsingel.
Två år senare vid världsmästerskapen i bordtennis 2014 i Tokyo tog han VM-guld i herrlag.
Vid världsmästerskapen i bordtennis 2016 i Kuala Lumpur tog Xu VM-guld med det kinesiska landslaget. Han tog en guldmedalj i lagturneringen vid de olympiska bordtennistävlingarna 2016 i Rio de Janeiro.